# Teodorico di Minden
Teodorico di Minden (in tedesco Theoderich von Minden o Dietrich von Minden; ... – Ebstorf, 2 febbraio 880) è stato un vescovo di Minden dall'853 fino alla sua morte nel corso di uno scontro armato contro i Normanni. È venerato come santo e martire dalla Chiesa cattolica: è uno dei martiri di Ebstorf.

## Biografia
Teodorico fu il terzo vescovo conosciuto della sede episcopale di Minden, attiva sin dal periodo carolingio. La sua figura emerge nella seconda metà del IX secolo, epoca segnata da instabilità politica, invasioni normanne e fermento religioso. Durante il suo episcopato, mantenne rapporti epistolari con importanti intellettuali e religiosi del tempo, tra cui Rudolfo di Fulda, discepolo del celebre teologo e abate Rabano Mauro, figura di spicco del Rinascimento carolingio.
Nell'865 Teodorico partecipò alla consacrazione dell'arcivescovo di Brema Rimberto, successore del missionario sant'Ansgario. Nell'872 fu invece presente alla consacrazione della nuova cattedrale di Hildesheim, eretta per volontà del vescovo Altfrido, altro protagonista della rinascita ecclesiastica sassone.
Nell'871 Teodorico, con beni di sua proprietà, fondò un monastero di canonichesse a Wunstorf, dedicato ai santi Cosma e Damiano, celebre coppia di santi taumaturghi. L’atto di fondazione fu ratificato anche a livello imperiale, testimoniando la solidità dei legami tra il vescovo e la corte carolingia. Il monastero, dotato di autonomia, ebbe una funzione religiosa, assistenziale e culturale nel territorio.

### Morte e battaglia di Ebstorf
Il 2 febbraio 880, Teodorico cadde nella cosiddetta battaglia di Ebstorf, uno scontro armato tra l’esercito sassone e i Normanni, i quali conducevano in quegli anni incursioni devastanti nei territori dell’Impero carolingio. In quell’occasione morirono numerosi nobili e alti prelati, tra cui Bruno di Sassonia, duca dei Sassoni, Marquardo, vescovo di Hildesheim, e almeno undici conti. La sconfitta fu così grave che i cronisti la paragonarono a una strage.
Secondo la tradizione, il corpo di Teodorico fu sepolto presso il monastero da lui stesso fondato. Alcune reliquie sarebbero poi state traslate nel XII secolo a Ebstorf, dove il conte Volrado di Danneberg fece costruire una chiesa in onore dei caduti della battaglia, venerati localmente come martiri cristiani.

## Culto
Teodorico è venerato come santo martire dalla Chiesa cattolica. La sua memoria liturgica ricorre il 2 febbraio, giorno della sua morte. Il suo culto è legato a quello dei cosiddetti “martiri di Ebstorf”, gruppo comprendente vescovi, nobili e funzionari uccisi nello stesso scontro.
Sebbene non sia stato mai formalmente canonizzato secondo i criteri post-tridentini, il suo culto è testimoniato da fonti agiografiche medievali e da tradizioni locali ben radicate.